# Dm
dm-drogerie markt (obično skraćeno dm) lanac je maloprodajnih trgovina sa sjedištem u Karlsruheu, Njemačka, koji nudi kozmetiku, proizvode za zdravlje i njegu, kućanske potrepštine te zdravu hranu i pića. Tvrtka je osnovana 1973. godine, kada je otvorena prva trgovina u Karlsruheu. Osnivač je Götz Werner.
Dm je najveći drogerijski lanac u Njemačkoj.
Tvrtka zapošljava više od 79.000 ljudi u više od 4000 trgovina u dvanaest europskih zemalja. Tijekom 1970-ih dm je imao trgovine samo u Njemačkoj i Austriji. U 1990-ima proširio se na Češku, Mađarsku, Sloveniju, Slovačku i Hrvatsku. U 2000-ima tvrtka se proširila na Srbiju, Bosnu i Hercegovinu, Rumunjsku, Bugarsku, Sjevernu Makedoniju, Italiju i Poljsku.
U ožujku 2017. dm je prvi put počeo prodavati proizvode izvan Europe preko Alibabine platforme Tmall Global u Kinu.

## Prava zaposlenika
Tvrtka je poznata po navodno plosnatim hijerarhijskim strukturama i visokoj razini društvene odgovornosti. Götz Werner je tvrdio da je dobrobit zaposlenika važnija od profita tvrtke. Godine 2002., nakon 28 godina poslovanja, u Njemačkoj su prvi put uvedena radnička vijeća. Neki zaposlenici sami su inicirali uvođenje vijeća u dva distribucijska centra, a uprava je tada odlučila osnovati vijeća u svim podružnicama.

## Lokacije
Podaci o broju trgovina u Europi, stanje 6. prosinca 2022.:
| Država              | Od    | Broj trgovina |
| ------------------- | ----- | ------------- |
| Austrija            | 1976. | 386           |
| Bosna i Hercegovina | 2006. | 92            |
| Bugarska            | 2009. | 97            |
| Hrvatska            | 1996. | 170           |
| Češka               | 1993. | 249           |
| Njemačka            | 1973. | 2.096         |
| Mađarska            | 1993. | 263           |
| Italija             | 2017. | 84            |
| Sjeverna Makedonija | 2012. | 22            |
| Poljska             | 2022. | 20            |
| Rumunjska           | 2007. | 126           |
| Srbija              | 2004. | 127           |
| Slovačka            | 1995. | 158           |
| Slovenija           | 1993. | 101           |